# Austrian International 1999
Die Austrian International 1999 fanden vom 29. April bis zum 2. Mai 1999 in Pressbaum statt. Es war die 29. Austragung dieser offenen internationalen Meisterschaften von Österreich im Badminton.

## Sieger und Platzierte
| Disziplin    | Gold                             | Silber                            | Bronze                             |
| ------------ | -------------------------------- | --------------------------------- | ---------------------------------- |
| Herreneinzel | Niels Christian Kaldau           | Rehan Khan                        | Conrad Hückstädt                   |
| Herreneinzel | Niels Christian Kaldau           | Rehan Khan                        | Ruud Kuijten                       |
| Dameneinzel  | Ella Karachkova                  | Ginny Severien                    | Maja Pohar                         |
| Dameneinzel  | Ella Karachkova                  | Ginny Severien                    | Anne Hönscheid                     |
| Herrendoppel | Mihail Popov Svetoslav Stoyanov  | Kristof Hopp Thomas Tesche        | Harald Koch Jürgen Koch            |
| Herrendoppel | Mihail Popov Svetoslav Stoyanov  | Kristof Hopp Thomas Tesche        | Boris Reichel Joachim Tesche       |
| Damendoppel  | Kirsteen McEwan Sandra Watt      | Ginny Severien Melissa Trouerbach | Anne Hönscheid Michaela Peiffer    |
| Damendoppel  | Kirsteen McEwan Sandra Watt      | Ginny Severien Melissa Trouerbach | Heidi Dössing Wiebke Schrempf      |
| Mixed        | Kenny Middlemiss Kirsteen McEwan | Andrej Pohar Maja Pohar           | Konstantin Dobrev Petya Nedelcheva |
| Mixed        | Kenny Middlemiss Kirsteen McEwan | Andrej Pohar Maja Pohar           | Joachim Tesche Wiebke Schrempf     |

## Finalergebnisse
| Disziplin    | Sieger                           | Finalist                          | Ergebnis       |
| ------------ | -------------------------------- | --------------------------------- | -------------- |
| Herreneinzel | Niels Christian Kaldau           | Rehan Khan                        | 15-10 15-10    |
| Dameneinzel  | Ella Karachkova                  | Ginny Severien                    | 11-4 11-4      |
| Herrendoppel | Svetoslav Stoyanov Mihail Popov  | Kristof Hopp Thomas Tesche        | 9-15 15-6 15-4 |
| Damendoppel  | Kirsteen McEwan Sandra Watt      | Ginny Severien Melissa Trouerbach | 15-9 15-10     |
| Mixed        | Kenny Middlemiss Kirsteen McEwan | Andrej Pohar Maja Pohar           | 15-2 15-11     |